# Chapelle Sainte-Marie-Reine-de-la-Paix de Villa Las Estrellas
La chapelle Sainte-Marie-Reine-de-la-Paix (en espagnol : capilla de Santa María Reina de la Paz) est une chapelle catholique située à Villa Las Estrellas, un village du Territoire chilien de l'Antarctique, revendiqué par le Chili au sein de la XIIe région. Elle se trouve à environ 1 580 km de Punta Arenas, la capitale régionale.
Il s'agit de l'un des huit édifices religieux d'Antarctique. C'est également l'édifice catholique chilien situé le plus au sud.

## Description
Le bâtiment est fabriqué à partir d'un grand conteneur en métal modelé de sorte à ressembler à un édifice chrétien. Il est équipé d'un système d'électricité et de chauffage.

## Histoire
La chapelle est construite à la fin du XXe siècle.
En 2014, le bâtiment est rénové par l'Escadrille de remise en état (Escuadrilla de Reparaciones) : un nouveau clocher est construit et les fondations sont renforcées au niveau de l'entrée. La chapelle est réinaugurée le 25 septembre 2014.

## Vie religieuse
La chapelle Sainte-Marie-Reine-de-la-Paix est rattachée à l'ordinariat militaire du Chili.
Les offices religieux sont donnés par un diacre qui réside de façon permanente à Villa Las Estrellas,.